# Juan Felipe Orozco
Juan Felipe Orozco (Medellín, 13 de julio de 1978) es un cineasta, productor y guionista colombiano.

## Biografía
En 1996 ingresó a la Facultad de Diseño de la Universidad Pontificia Bolivariana de Medellín. Es productor, director y escritor de varios cortometrajes. Sus trabajos siempre han sido destacados por su calidad técnica y artística. Se ha desempeñado como director creativo en las importantes empresas de diseño. Ha sido docente, coordinador académico y miembro del Comité de Procesos Académicos de la Facultad de Diseño de la Universidad Pontificia Bolivariana.
En 2004, fundó con un grupo de colegas Paloalto Films con quienes produjo su ópera prima Al final del espectro, la cual fue protagonizada por Noelle Schonwald y Julieth Restrepo. Este largometraje logró participar en más de 20 festivales alrededor del mundo y se convirtió en la primera película colombiana en ser adquirida por un estudio norteamericano para rehacerse en los Estados Unidos. 
En 2007, Juan Felipe Orozco dirigió las series de suspenso Tiempo final y Sin retorno para la compañía de FOX. 
En 2008, junto a su hermano Carlos Esteban y Alejandro Ángel fundaron la compañía Sanantero Films para la producción de su segundo filme llamado Saluda al diablo de mi parte, que es un thriller de acción y suspenso protagonizado por el venezolano Edgar Ramírez. 
Entre 2009 y 2011, fue uno de los directores de la serie de Sony Pictures Television International, Los caballeros las prefieren brutas, producida en Colombia por Laberinto Producciones; y fue uno de los editores del primer largometraje de animación en 3D hecho en Colombia y Pequeñas voces de Jairo Carrillo y Oscar Andrade.

## Filmografía
- Sin retorno  (2012)
- Los caballeros las prefiere brutas  (2010)
- Tiempo final  (2008)
- Al final del espectro  (2006)